# Dactylocladus stenostachys
Dactylocladus stenostachys là một loài thực vật có hoa trong họ Crypteroniaceae. Loài này được Oliv. mô tả khoa học đầu tiên năm 1895.